# Liste des ambassadeurs du Burkina Faso aux États-Unis
Cet article présente la liste des ambassadeurs du Burkina Faso aux États-Unis. L'ambassadeur burkinabè est le représentant officiel du gouvernement de Ouagadougou auprès du gouvernement des États-Unis. Il réside dans le district Embassy Row (en) de la capitale Washington, DC. Depuis juillet 2025, il s'agit de Kassoum Coulibaly.

## Liste des représentants
| Accord diplomatique/désigné | Accréditation diplomatique | Ambassadeur                  | Observations                                                  | Premier ministre du Burkina Faso | Liste des présidents des États-Unis | Fin de mandat |
| --------------------------- | -------------------------- | ---------------------------- | ------------------------------------------------------------- | -------------------------------- | ----------------------------------- | ------------- |
| 17 avril 1961               |                            |                              | Ouverture de l'ambassade                                      | Maurice Yaméogo                  | John F. Kennedy                     |               |
| 22 mars 1961                | 17 avril 1961              | Frederic Guirma              |                                                               | Maurice Yaméogo                  | John F. Kennedy                     |               |
| 7 décembre 1962             | 18 janvier 1963            | Boureima John Kaboré         | [ 1 ]                                                         | Maurice Yaméogo                  | John F. Kennedy                     |               |
| 23 septembre 1966           | October 3, 1966            | Paul Rouamba                 |                                                               | Sangoulé Lamizana                | Lyndon B.Johnson                    |               |
| 9 août 1972                 | 7 septembre 1972           | Télésphore Yaguibou          |                                                               | Sangoulé Lamizana                | Richard Nixon                       |               |
| 14 septembre 1981           |                            | Denis G. Nikiéma             | chargé d'affaires (*1948)                                     | Saye Zerbo                       | Ronald Reagan                       |               |
| 13 novembre 1981            | 8 décembre 1981            | Tiémoko Marc Garango         | (*1927 06 mars 2015 à Ouagadougou )                           | Saye Zerbo                       | Ronald Reagan                       |               |
| 25 mai 1983                 |                            | Denis G. Nikiéma             | Chargé d'affaires                                             | Thomas Sankar                    | Ronald Reagan                       |               |
| 17 janvier 1984             | 13 mars 1984               | Doulaye Corentin Ki          | (* 1946 à Kissan)                                             | Thomas Sankar                    | Ronald Reagan                       |               |
|                             | 1985                       | Mélégué Maurice Traoré       | Chargé d'affaires                                             | Thomas Sankar                    | Ronald Reagan                       | 1986          |
| 3 mars 1986                 | 11 mars 1986               | Léandre B. Bassole           | Ministre des Relations Extérieures et de la Coopération       | Thomas Sankar                    | Ronald Reagan                       |               |
| 14 mars 1988                | 22 mars 1988               | Paul-Désiré Kaboré           |                                                               | Thomas Sankar                    | Ronald Reagan                       |               |
| 19 octobre 1993             | 9 décembre 1993            | Gaëtan Rimwanguiya Ouedraogo |                                                               | Youssouf Ouédraogo               | Bill Clinton                        |               |
| 4 août 1984                 |                            |                              | La République de Haute-Volta a changé son nom en Burkina Faso | Thomas Sankar                    | Ronald Reagan                       |               |
| 10 décembre 1997            | 16 mars 1998               | Bruno Nongoma Zidouemba      |                                                               | Kadré Désiré Ouédraogo           | Bill Clinton                        |               |
| 14 janvier 2002             | 14 février 2002            | Tertius Zongo                |                                                               | Paramanga Ernest Yonli           | George W. Bush                      |               |
| 14 janvier 2008             | 23 janvier 2008            | Paramanga Ernest Yonli       |                                                               | Tertius Zongo                    | George W. Bush                      |               |
| 2 septembre 2011            | 9 septembre 2011           | Seydou Bouda                 | [ 4 ]                                                         | Luc-Adolphe Tiao                 | Barack Obama                        |               |
| 8 août 2016                 |                            | Alpha Barry                  |                                                               | Paul Kaba Thiéba                 | Barack Obama                        |               |
| 5 mars 2025                 | 24 juillet 2025            | Kassoum Coulibaly            |                                                               | Jean-Emmanuel Ouédraogo          | Donald Trump                        |               |

## Site officiel
- Site officiel